# Брода Володимир Орестович
Володимир Орестович Брода (22 липня 1979, м. Тернопіль — 9 квітня 2022, м. Запоріжжя, Україна) — український військовослужбовець, молодший сержант, український військовослужбовець Збройних сил України, учасник російсько-української війни. Кавалер ордена «За мужність» III ступеня (2022, посмертно). Почесний громадянин міста Тернополя (2022, посмертно).

## Життєпис
Народився 22 липня 1979 року в місті Тернополі.
Проходив військову службу в 44-й окремій артилерійській бригаді, учасник АТО.
З початком російського вторгнення в Україну проходив військову службу у складі 128 ОГШБр. Загинув 9 квітня 2022 року під час виконання бойового завдання в м. Запоріжжі.
Похований 13 квітня 2022 року на Алеї Героїв Микулинецького цвинтаря у м. Тернополі.

## Нагороди
- орден «За мужність» III ступеня (2022, посмертно) — за особисту мужність і самовіддані дії, виявлені у захисті державного суверенітету та територіальної цілісності України, вірність військовій присязі[1];
- почесний громадянин міста Тернополя (22 серпня 2022, посмертно)[2].